# Нафтифин
Нафтифи́н — противогрибковое средство для наружного применения, относящееся к классу аллиламинов.
Открыт в 1974 году компанией Sandoz Research Institute в Вене, Австрия. Было установлено, что нафтифин борется с большим количеством значимых грибков. Таким образом, первое производное класса аллиламинов оказалось очень надёжным и безопасным препаратом против патогенных для человека грибков.

## Фармакологическое действие
Оказывает противогрибковое, антибактериальное и противовоспалительное действие.

### Противогрибковое действие
Нафтифин обладает высокой активностью в отношении различных грибков (дерматофитов, плесневых и дрожжевых грибков in vitro). Нафтифин оказывает преимущественно фунгицидное действие на дерматофиты и плесневые грибки; на дрожжевые грибки нафтифин оказывает фунгистатическое или фунгицидное действие, в зависимости от штамма грибков. Кроме того, удалось установить, что действие нафтифина зависит от рН; наибольшая активность препарата наблюдается при нейтральном диапазоне рН.
Нафтифин ингибирует скваленэпоксидазу, что приводит к подавлению биосинтеза эргостерола — незаменимого компонента клеточных мембран грибков. В результате возникает дефицит эргостерола и рост грибковых клеток прекращается. Таким образом, фунгистатическое действие нафтифина возможно объясняется недостатком эргостерола. С другой стороны накопление скваленов, связанное с ингибированием скваленэпоксидазы, приводит к некоторым дистрофическим внутриклеточным процессам, например, к отложению липидных капель. Такое накопление сквалена происходит не только в клеточной мембране, но и в других мембранах, например, в эндоплазматическом ретикулуме. Нарушение свойств мембран и всех внутриклеточных процессов, связанных с липидными мембранами, может приводить к повреждению клеточной стенки. Это объясняет фунгицидное действие нафтифина.

### Антибактериальное действие
Нафтифин оказывает местное бактерицидное действие в отношении грамположительных и грамотрицательных бактерий. Минимальные бактерицидные концентрации (МБК), установленные для различных бактерий, находились в диапазоне от 0,04 до 1,25 % действующего вещества. При проведении клинического исследования сравнивалось антибактериальное действие нафтифина с действием гентамицина при одном и том же показании к применению — пиодермии. Эффективность нафтифина в купировании симптомов пиодермии, а также в показателях подавления роста бактерий была сходной с гентамицином.

### Противовоспалительное действие
Дерматомикозы могут сопровождаться дерматитом, связанным с раздражением и токсическими реакциями кожи. В некоторых случаях при дерматомикозах в сочетании с воспалительным поражением кожи проводят комбинированную терапию противогрибковым препаратом и местным кортикостероидом. Кортикостероиды ингибируют ранние, а также поздние воспалительные реакции, обеспечивают сохранение целостности клетки и плазматических мембран, а также стабилизируют мембраны лизосом, в результате чего ингибируется выделение лизосомальных ферментов. В случае нафтифина подтверждение непосредственного сосудосуживающего и противовоспалительного действия препарата можно было получить при проведении новых экспериментальных и клинических исследований:
1. Эффективность нафтифина сравнивалась с эффективностью комбинации эконазола и триамцинолона у пациентов с воспалительными дерматомикозами. Было установлено, что нафтифин обладает таким же противовоспалительным действием, что и азол в комбинации с кортикостероидами I класса.
2. Противовоспалительное действие нафтифина изучалось путём оценки эритематозной реакции на воздействие ультрафиолетового излучения. При проведении двойного слепого исследования, в котором принимали участие 20 здоровых добровольцев, сравнивалось противовоспалительное действие нафтифина на правой и левой сторонах туловища на основании оценки эритемы, возникающей при воздействии ультрафиолетового излучения. После местного нанесения нафтифина наблюдалось противовоспалительное действие, которое было обсусловлено преимущественно непосредственным влиянием на медиаторы ранних фаз воспаления — простагландины. Это свидетельствует о том, что нафтифин действует так же, как и противовоспалительные препараты, ингибирующие образование, высвобождение и действие простагландинов. Тем не менее, механизм противовоспалительного действия нафтифина изучен не полностью и на данный момент исследуется.
3. В многоцентровом двойном-слепом рандомизированном исследовании, в котором в параллельных группах принимали участие 269 пациентов с клинически диагностированной грибковой инфекцией кожи, в одной группе для лечения использовался нафтифин, в другой — комбинация клотримазола 1 % и гидрокортизона 1 % (Canesten HC®) дважды в день в течение 4 недель. Клинические результаты у всех 265 пациентов не показали разницы между двумя препаратами с точки зрения лечения заболевания, что свидетельствует о том, что нафтифин обладает противовоспалительной активностью, равной активности комбинации клотримазола и гидрокортизона. Это исследование показывает, что при лечении пациентов с клинически диагностированной грибковой инфекцией кожи нет клинического преимущества использования комбинации антимикотика и кортикостероида по сравнению с использованием нафтифина в монотерапии.

## Клинические исследования
Проведено большое количество двойных слепых, рандомизированных клинических исследований для определения клинической и микробиологической эффективности, а также переносимости нафтифина при применении по различным показаниям. В данных исследованиях изучалась скорость клинического и микробиологического ответа при применении нафтифина.
- Осуществлялось сравнение нафтифина с плацебо, с производными азола, а также с комбинацией азолов и кортикостероидов. В целом при сравнении с производными азола частота наступления клинического выздоровления у пациентов с дерматомикозами при лечении нафтифином находилась в диапазоне от 70 % до 92 %[3].
- Безопасность и эффективность применения 1 % крема нафтифина сравнивались с комбинированным лечением 1 % клотриматозолом и 0,05 % бетаметазона дипропионатом при лечении дерматофитии стоп. В данном исследовании для нафтифина была установлена достоверно более высокая частота выздоровления по сравнению с клотримазолом/бетаметазона дипропионатом в отношении микологического выздоровления, эффективности лечения и общего улучшения. В отношении частоты наступления микологического выздоровления, эффективности лечения и общего улучшения в данном исследовании для 1 % крема нафтифина в итоге была установлена достоверно более высокая эффективность, чем для 1 % клотримазола / 0,05 % бетаметазона дипропионата[4].
- Время удерживания в коже после однократного нанесения 1 % крема 3Н-меченного нафтифина на непоражённую кожу предплечья у нескольких пациентов было значительным. При проведении этого исследования in vivo было подтверждено, что даже через 5-10 дней после применения препарата концентрации нафтифина в эпидермисе в 3-5 раз превышали минимальную подавляющую концентрацию (МПК) для Trichophyfon mentagrophytes. Это является обоснованием для такого режима лечения, как нанесение препарата один раз в день.
- Нафтифин проникает в кожу трансдермальным путём. Это было подтверждено при проведении исследований с меченным 14С нафтифином[5]. Был получен ряд концентраций препарата в различных слоях кожи — 1300 мкг/мл в роговом слое, 38 мкг/мл в других слоях эпидермиса, 13,5 мкг/мл в дерме и только 0,5 мкг/мл в подкожном слое. Также изучалось проникновение нафтифина в различные слои ногтей in vitro. Нафтифин определялся во всех слоях ногтевой пластинки.
- По данным нового исследования, проведенного Verma A., нафтифин оказывает мощное фунгицидное действие в отношении наиболее распространенных дерматофитов без развития резистентности при повторной экспозиции штаммов. Он продемонстрировал фунгицидную активность в отношении 83 % исследованных штаммов Trichophyton. При этом у дерматофитов не было зарегистрировано развития устойчивости к нафтифину при его многократном воздействии. Это позволяет считать нафтифин эффективным средством в борьбе с грибковыми инфекциями[6].

## Фармакокинетика
При наружном применении нафтифин быстро проникает в кожу и ногти трансдермальным путём, создавая устойчивые противогрибковые концентрации в различных их слоях, что делает возможным его применение один раз в день. После аппликации на кожу крема системной абсорбции подвергается от 4,2 % до 6 % действующего вещества. Также изучалось проникновение нафтифина в различные слои ногтей in vitro. Нафтифин определялся во всех слоях ногтевой пластинки.
При этом препарат хорошо переносится и не вызывает значимых побочных эффектов со стороны ЦНС и системы кровообращения. Нафтифин почти полностью метаболизируется, при этом образуется множество метаболитов. Метаболиты не обладают противогрибковым действием и выводятся с мочой и желчью. Период полувыведения препарата составляет 2-3 дня.

## Инструкция по применению препарата

### Показания к применению
- грибковые инфекции кожи и кожных складок (tinea corporis, tinea inguinalis), в том числе межпальцевые микозы (tinea manum, tinea pedum);
- грибковые инфекции ногтей (онихомикозы);
- кандидозы кожи;
- отрубевидный лишай;
- дерматомикозы (с сопутствующим зудом или без него).

Препарат эффективен при лечении микозов, поражающих области кожи с гиперкератозом, а также в зонах роста волос.

### Противопоказания
Гиперчувствительность к нафтифину, пропиленгликолю, бензиловому спирту (в составе крема) и другим компонентам препарата; беременность и период лактации (безопасность и эффективность применения не определены). Противопоказано нанесение препарата на раневую поверхность.

### Особые указания
Меры предосторожности при применении: Нафтифин не предназначен для применения в офтальмологии. Не следует допускать попадания препарата в глаза, а также на открытые раны.
Влияние на способность управлять транспортными средствами и другими механизмами: Нафтифин не оказывает отрицательного влияния на способность управлять транспортными средствами и выполнять другие виды деятельности, требующие концентрации внимания и быстроты психомоторных реакций.

### Способы применения
Крем и раствор применяются наружно. Раствор предпочтительнее использовать при грибковом поражении ногтевой пластины, а крем — при грибковом поражении кожных покровов.
Препарат наносят 1 раз в день на пораженную поверхность кожи и соседние с ней участки (приблизительно 1 см здорового участка кожи по краям зоны поражения) после их тщательной очистки и высушивания. Длительность терапии при дерматомикозах — 2-4 недели (при необходимости — до 8 недель), при кандидозах — 4 недели. При поражении ногтей препарат наносят 2 раза в день на пораженный ноготь. Перед первым применением препарата максимально удаляют пораженную часть ногтя ножницами или пилкой для ногтей. Длительность терапии при онихомикозах — до 6 месяцев. Для предотвращения рецидива лечение следует продолжить в течение минимум 2 недель после исчезновения клинических симптомов.

### Побочные действия
В отдельных случаях могут наблюдаться местные реакции: сухость кожи, гиперемия кожи и жжение. Побочные эффекты носят обратимый характер и не требуют отмены лечения.

### Передозировка
О случаях передозировки не сообщалось.

### Взаимодействие с другими лекарственными веществами
Не отмечено взаимодействие с другими лекарственными препаратами.

### Условия отпуска
Без рецепта.